# أنتوني تي روسي
أنتوني تي روسي (بالإنجليزية: Anthony T. Rossi)‏ هو شخصية أعمال أمريكي، ولد في 13 سبتمبر 1900 في مسينة في إيطاليا، وتوفي في 24 يناير 1993 في برادنتون في الولايات المتحدة.